# 마르크 쿠쿠레야
마르크 쿠쿠레야 사세타(스페인어: Marc Cucurella Saseta, 1998년 7월 22일~)는 스페인의 축구 선수이다. 포지션은 왼쪽 풀백으로, 현재 잉글랜드 프리미어리그의 첼시와 스페인 축구 국가대표팀 소속으로 활동하고 있다.
쿠쿠레야는 바르셀로나에서 1군 데뷔전을 치렀지만, 대부분의 시간을 2군팀에서 보냈다. 그는 에이바르와 헤타페에서 100번 이상의 라리가 경기에 출전했고, 2021년 브라이턴 & 호브 앨비언으로 이적했다. 한 시즌을 보낸 후 2022년 브라이턴의 최고 이적료 방출인 초기 5500만 파운드 (약 833억)에 옵션을 충족하면 추후 6200만 파운드(약 940억)에 달하는 금액으로 첼시로 이적했다.
쿠쿠레야는 2020년 하계 올림픽 남자 축구 부문에 참가해 은메달을 획득했다. 연령별 대표팀을 거친 그는 2021년 성인 대표팀에 데뷔했다.